# Аблайкит

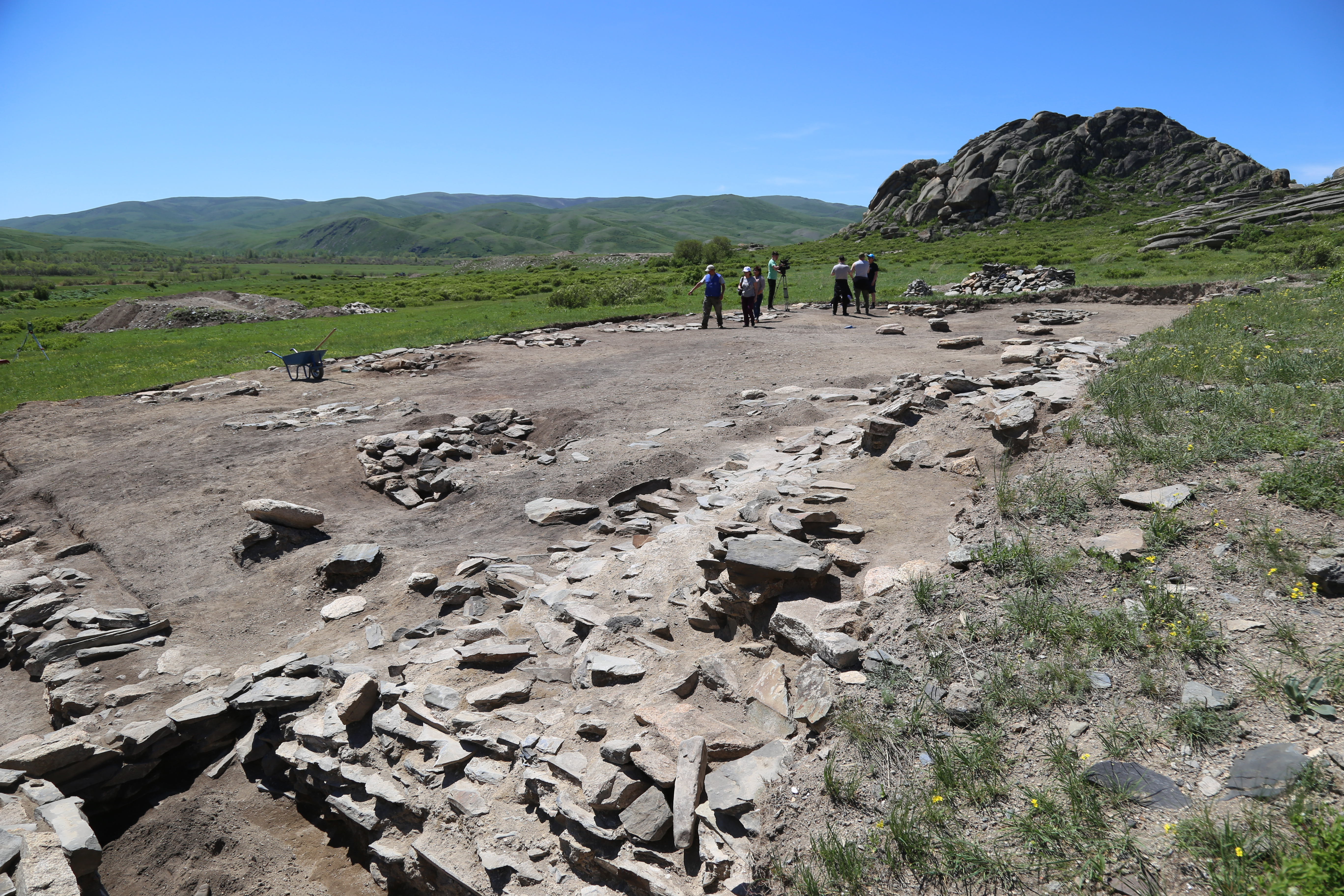
Руины монастыря сегодня

Аблайкит, Аблаинкит (монг. Аблайн хийд) —  буддийский комплекс XVII века. Основан в 1654 году тайши Аблаем. В 1671 году в ходе междоусобной борьбы взят Галданом и обречён на запустение. Развалины монастыря находятся на территории Уланского района Восточно-Казахстанской области. Комплекс располагался в горах и в плане имел форму пятиугольника. По периметру был окружён стеной высотой до 2 м. Стены защищали два культовых сооружения, в которых в XVIII веке были обнаружены рукописи, статуи будд и изображения бодхисаттв и дхармапал с нимбами.

## Наследие
Развалины Аблайкита были открыты при Петре Первом и вскоре обратили на себя внимание всего ученого мира, по множеству там найденных рукописей, из которых первые найденные, написанные на тангутском письме. Рукописи были переданы Петром Первым в Париж, в академию наук. Впоследствии, Гмелин, Миллер (1731) и Паллас (1771) вывезли из Аблайкита много рукописей.